# 熱導管
熱導管，或稱熱管，是一種具有快速均溫特性的特殊材料，其中空的金屬管體，使其具有質輕的特點，而其快速均溫的特性，則使其具有優異的熱傳導性能；熱管的運用範圍相當廣泛，最早期運用於航天領域，現早已普及運用於各式熱交換器、冷卻器、天然地熱引用等，擔任起快速熱傳導的角色，更是現今電子產品散熱裝置中最普遍高效的導熱元件。

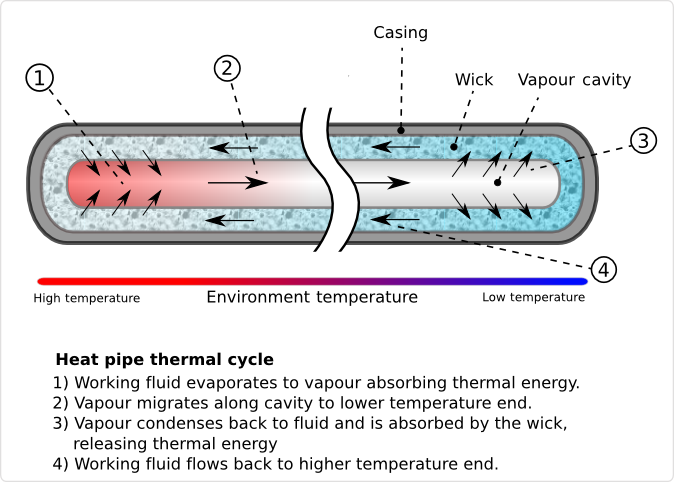
毛細式熱導管內機構與作動示意圖

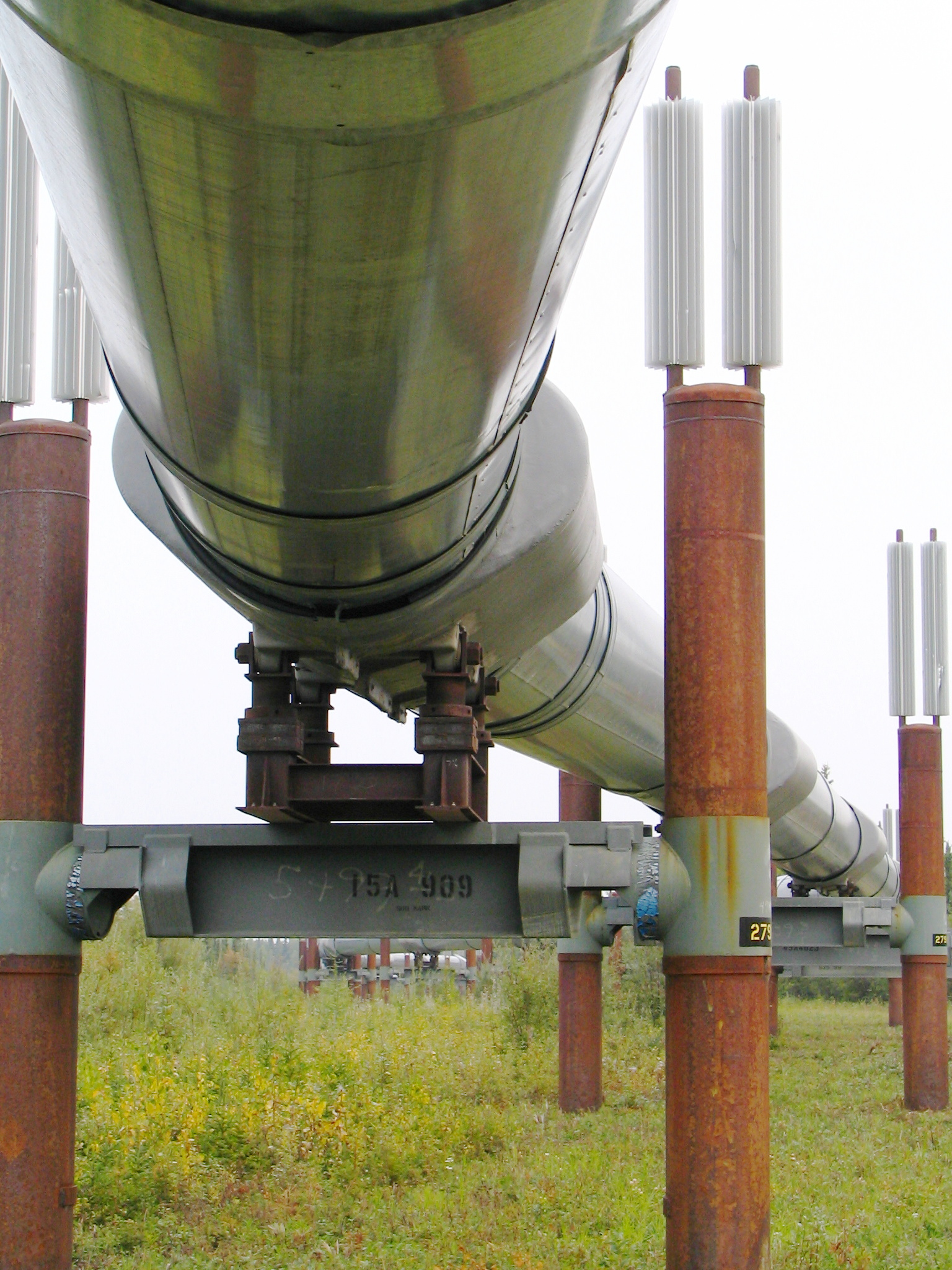
建於永凍土上的縱貫阿拉斯加管道，兩側裝有熱導管（棕色直立物）以將地底下的熱傳導到地面上，避免夏季時凍土融解危害管路的安全。中國青藏鐵路沿線亦裝有熱導管。

## 工作原理
熱導管基本上是一內含作動流體之封閉腔體，藉由腔體內作動流體持續循環的液汽二相變化，及汽&液流體於吸熱端及放熱端間汽往液返的對流，使腔體表面呈現快速均溫的特性而達到傳熱的目的；
其作動機制為，液相作動流體於吸熱端蒸發成汽相，此一瞬間在腔體內產生局部高壓，驅使汽相作動流體高速流向放熱端，汽相作動流體於放熱端凝結成液相後，藉由重力/毛細力/離心力…迴流至吸熱端，循環作動。由此可知，熱導管作動時，氣流係由氣壓壓力差驅動，液流則須依使用時之作動狀態，採用或設計適合的迴流驅動力。
熱導管理想作動時，作動流體處於液&汽兩相共存的狀態，兩相無溫差，亦即整個腔體內均處於均溫狀態，此時雖然有熱能進出此一腔體系統，但吸熱端與放熱端卻是等溫，形成等溫熱傳的熱超導現象。

### 管體結構
熱導管須藉由管體結構形成封閉腔體，管體既須具有承受內外壓差的結構功能，亦是熱傳入與傳出腔體的介質材料，因此除演示用熱導管，會以玻璃材質以展示其內部作動現象外，其它實用熱導管之管體材料均為金屬。另有重力熱管，它僅由管殼和工作介質兩部分組成。由於重力熱管結構簡單，因而是餘熱回收中應用的主要型式
運用於電子散熱業界的小型熱導管，其管體材質大多為銅，亦有因重量考量而採用鋁管或鈦管。

### 不凝結氣體
熱導管中若存在作動流體以外的雜質氣體（如空氣），因這些雜質氣體並不參與蒸發-冷凝循環，而被稱做不凝結氣體，不凝結氣體除了會造成啟動溫度升高外，在熱導管作動時，會被汽相作動流體壓縮至冷凝端，而佔據一定的腔體空間，造成應該均溫的管體，在有效作動段與不凝結氣體段有一顯著溫差，而嚴重影響其導熱效能；這些不凝結氣體可能來自於：
- 熱導管製程中抽真空不完全
- 管體隙縫空氣洩入
- 腔體不潔，與作動流體或管壁反應產生

## 分類
熱導管有不同分類方式，通常有：
- 依液相迴流方式：熱虹吸式、毛細式…
- 依工作溫度：

| 工作溫度            | 主要的作動流體                         |
| ------------------- | -------------------------------------- |
| 極低溫（-273~-70℃） | 氦、氬、氪、氮、甲烷                   |
| 低溫（-70~200℃）    | 氟利昂、氨、丙酮、甲醇、乙醇、庚烷、水 |
| 中溫（200~500℃）    | 萘、Dowtherm、thermex、硫、水銀        |
| 高溫（500~1000℃）   | 銫、銣、鉀、鈉                         |
| 極高溫（>1000℃）    | 鋰、鈣、鉛、銦、銀                     |

## 優點
熱導管換熱器與常規的換熱器相比，熱管換熱器具有以下優點：
- 傳熱效率高，用於熱回收時的回收率高
- 傳熱量大，在較小溫差下傳送較多的熱量
- 體積小、重量輕、結構緊湊
- 冷、熱流體相互隔絕，相互間無洩漏
- 能防止和減輕低溫腐蝕
- 適用溫度範圍廣
- 熱流密度可調
- 熱源不受限制
- 工質循環無功率消耗
- 可提高壁溫，減輕低溫腐蝕

## 外部連結
- 熱管的工作原理及其在電腦工業的應用 （页面存档备份，存于）